# Johann von Saalhausen
Johann von Saalhausen (Oschatz, 5 de novembro de 1444 — Stolpen, perto de Dresden, 10 de abril de 1518) foi Bispo de Meißen de 1487 a 1518. Era filho de Friedrich von Saalhausen e de Dorothea Munzig. Em 1460, estudou na Universidade de Leipzig onde em 1463 obteve o grau acadêmico de Bacharel nas Sete Artes Liberais. Em 14 de abril de 1466 tornou-se canônico em Wurzen, na Saxônia.
Em 1470 matriculou-se na Universidade de Erfurt. Em 1476 foi nomeado deão do Bispado de Meißen. Em 1480 recebeu seu diploma de Doutor em Direitos civis e canônicos, provavelmente em Roma. Pouco depois tornou-se conselheiro de Frederico III, Duque da Saxônia (1463-1525).
Em 12 de novembro de 1487 foi eleito Bispo de Meißen, cargo confirmado pelo papa Inocêncio VIII em 8 de fevereiro de 1488. Durante 31 anos exerceu o cargo com muita eficiência.

## Obras
- De vita et honestate clericorum
- Quando presbyteri sive beneficiati non debant intresse divinis
- De sclavis plebisanis
- De symbol apostolic et orationis dominicae pronunciatione
- De vasis pro chrysmate mittendis
- De coemeteriis et fructibus in eis crescentibus
- De reemtionibus censuum beneficialium
- De casibus episcopalibus
- De proclamationibus per alios quam judices competentes audiantur
- De clericis vagis et peregrinis
- De religions, terminarios se asserentibus
- De quaestoribus et denunciatoribus indulgentiarum
- De his qui se notaries publicos asserunt
- De exemtione debita mandatis et processibus facienda
- De mulieribus abortivos parientibus
- De sepulture ecclesistica et ejus libera electione
- De statu moniaclium et rectoribus scholarum
- De parochiis et alienis parochianis
- De decimis et oblatioibus
- De provisoribus, qui vitrici seu altarmanni ecclesiae dicuntur
- De testamentis, de legatorum divisione etc.